# Олесно
Олѐсно (на полски: Olesno; силезки: Òleszno; на немски: Rosenberg, Розенберг) е град в Южна Полша, Ополско войводство. Административен център е на Олесненски окръг, както и на градско-селската Олесненска община. Заема площ от 15,08 км2.

## Население
Според данни от полската Централна статистическа служба, към 1 януари 2014 г. населението на града възлиза на 9597 души. Гъстотата е 636 души/км2.

## Личности

### Родени в града
- Анджей Чая, римокатолически духовник, ополски епископ